# Stenogrammitis hellwigii
Stenogrammitis hellwigii är en stensöteväxtart som först beskrevs av John T. Mickel och Joseph M. Beitel och fick sitt nu gällande namn av Paulo Henrique Labiak.
Stenogrammitis hellwigii ingår i släktet Stenogrammitis och familjen Polypodiaceae. Inga underarter finns listade i Catalogue of Life.